# Двадесет и трета пехотна русенска дружина
23-та пеша Русчушка дружина е формирана с приказ по българската земска войска № 5 от август 1878 г. с местоположение гр. Русе. Командният състав на дружината е окомплектован изцяло с руски офицери. Първият командир на дружината е капитан Кутепов. Дружината се състои от 4 роти. През 1879 г. за командир на дружината е назначен капитан Логвенов.
Във връзка с въведеното военно положение в Североизточна България, поради възникналите бунтовнически прояви сред турското население на 11 март 1880 г. е разпоредевно да се включи 2-ра рота на дружината. Същата отпътува с парахода „Опит“ за Силистра, но стига само до Тутракан и престоява там до 21 юли. През 1880 г. се извършва превъоръжаване на пехотата, като в 23-та пеша Русчушка дружина са доставени 600 бр. пушки „Бердана 2“. На 8 септември дружината посреща княз Александър I Батенберг с военен парад, а на следващия ден подпоручик Маринов, бъдещият командир на 3-ти пехотен Бдински полк и герой от Сръбско-българската война е назначен за флигел-адютант на княза.
На 23 септември 1880 г. част от дружината (1 унтер-офицер и 20 войника) са изпратени във Варна, където стават основата за формирането на 12-а пеша Раховска дружина. През 1881 г. командир на дружината е майор Мирович, като след 1880 г. в дружината постъпват на служба младите български офицери, завършили военно училище. На 30 август в гр. София дружината получава тържествено бойното си знаме. На 10 май 1883 г. за командир на дружината е назначен майор барон Ребиндер Със заповед № 324 от 19 ноември 1884 г. 23-та пеща Русчушка дружина се преобразува като 2-ра дружина в състава на новосформирания 5-и пехотен дунавски полк.
На 14 септември 1885 г. в изпълнение на нареждането за изтеглянето на руските офицери от командира на Пети пехотен дунавски полк подполковник Феодоров е обявена заповед №257 за назначението на българските офицери. За командир на 2-ра дружина е назначен капитан Кръстев.